# 엘리자베스 퀴블러로스
엘리자베스 퀴블러-로스(Elisabeth Kübler-Ross, 1926년 7월 8일 ~ 2004년 8월 24일)는 스위스 출신의 미국의 정신과 의사이자 임종 연구(near-death studies) 분야의 개척자이다. 죽음과 임종에 관하여(On Death and Dying, 1969)를 출간하였고, 분노의 5 단계( five stages of grief) 이론을 처음으로 주장한 인물이다.
그녀는 2007년 미국 국립 여성 명예의 전당(American National Women 's Hall of Fame)에 이름을 올리게 되었다. 20개의 명예 학위를 수여 받았고 1982년 7월까지 대학, 신학교, 의과 대학, 병원 및 사회 복지 기관에서 죽음과 임종에 관련하여 12만 5천명의 학생들을 가르쳤다. 1970년 하바드 대학교에서 죽음과 임종(On Death and Dying.)에 관한 주제에 관하여 인간의 불멸성에 관한 잉거솔 강좌(Ingersoll Lectures on Human Immortality)를 하였다.
Kübler-Ross 박사는 일생 동안 44개 언어로 번역된 24권의 책을 썼다. 그녀는 또한 다른 작가의 책에 100개 이상의 장을 썼다. 그녀는 호스피스 운동, 완화의료 운동, 생명윤리학의 가장 중요한 지도자 중 한 명으로 여겨졌다. 그녀의 통찰력은 현대 사회가 죽음과 죽음을 대하는 방식을 바꾸었다. 그녀의 5단계 모델은 "Kübler-Ross 변화 곡선"이라는 이름으로 "변화와 손실"을 설명하기 위해 기업 세계에서 자주 사용된다.
2019년에 Kübler-Ross 가족은 어머니의 기록 보관소 대부분을 스탠포드 대학에 선물했다. 대학은 이 컬렉션을 대중에게 공개할 뿐만 아니라 이 컬렉션을 연구하기 위한 소규모 디지털 도서관도 보유하고 있다.

## 대중문화 속의 퀴블러로스 유산
Elisabeth Kübler-Ross의 영향력은 대중 문화, 특히 그녀의 죽음 이후 음악 산업에서 중요했다. [인용 필요] "Kübler-Ross"와 같은 노래는 Chuck Wilson(2010), Elephant Rifle 등의 아티스트에 의해 그녀의 이름을 따서 명명되었다. (2010), Harry Santos (2011), Hugo Dena (2013), Mic Lanny & James Rock (2014),Dominic Moore (2015), Alp Aybers (2020), Audio Medic (2021), O SIZE (2022), Kübler-Ross the band (2020), sopa (2024), Norro (2024) 및 Mic Lanny & James Rock (2014) ). 2008년 Matt Elliott는 자신의 앨범 "Howling Songs"에서 "The Kübler-Ross Model"을 발매했다. 2006년 The Gnomes는 "Elisabeth Kübler-Ross has Died"라는 제목의 노래 트랙을 발표했다.
노래 외에도 Chine Drive의 "Kübler-Ross"(2023), Deadbeat의 "Kübler-Ross Soliloquies" 앨범(2023), Coachello의 "Kübler-Ross" 앨범(2024), "Kübler-Ross" 등 EP 앨범도 있다. Saint Juvi(2024)의 Ross (Five Stages of Grief)' 앨범이 그녀를 기리기 위해 명명되었다. "특히 옥스포드에 기반을 둔 밴드 Spring Offensive는 슬픔, 죽음, 가수의 고인에 대한 2010년 노래인 13분 20분 분량의 록 발라드 'The First of Many Dreams About Monsters'에 Kübler-Ross의 목소리 일부를 세 번 포함했다. 어머니."
Shores of Null(2020)의 Beyond the Shores(On Death & Dying), 일본 색소폰 연주자 Sadao Watanabe의 Wheel of Life 등 여러 음악 아티스트도 Kübler-Ross의 책을 기반으로 한 앨범 제목을 지정했다. Marina의 2019년 앨범 Love & Fear는 Kübler-Ross의 철학에서 영감을 얻었다.
Kübler-Ross의 영향력은 전직 간호사가 설립한 스웨덴 펑크 밴드인 KÜBLER ROSS와 스코틀랜드 글래스고 출신의 신디사이저/웨이브/인더스트리얼 밴드인 Kübler-Ross와 함께 밴드 이름까지 확장된다. 2021년 스코틀랜드 올해의 앨범. 슬픔의 다섯 단계를 대표하는 약자인 다브다(Dabda)라는 한국의 수학 록 밴드가 2014년에 결성되었다.
2024년 4월 Taylor Swift는 슬픔의 5단계를 기반으로 Apple 재생 목록을 만들었다.

## 저서들
- On Death & Dying, (Simon & Schuster/Touchstone), 1969
- Questions & Answers on Death & Dying, (Simon & Schuster/Touchstone), 1972
- Death: The Final Stage of Growth, (Simon & Schuster/Touchstone), 1974
- Questions and Answers on Death and Dying: A Memoir of Living and Dying, Macmillan, 1976. ISBN 0-02-567120-0.
- To Live Until We Say Goodbye, (Simon & Schuster/Touchstone), 1978
- The Dougy Letter -A Letter to a Dying Child, (Celestial Arts/Ten Speed Press), 1979
- Quest, Biography of EKR (Written with Derek Gill), (Harper & Row), 1980
- Working It Through, (Simon & Schuster/Touchstone), 1981
- Living with Death & Dying, (Simon & Schuster/Touchstone), 1981
- Remember the Secret, (Celestial Arts/Ten Speed Press), 1981
- On Children & Death, (Simon & Schuster), 1985
- AIDS: The Ultimate Challenge, (Simon & Schuster), 1988
- On Life After Death, (Celestial Arts), 1991
- Death Is of Vital Importance, (Out of Print- Now The Tunnel and the Light), 1995
- Unfolding the Wings of Love (Germany only - Silberschnur), 1996
- Making the Most of the Inbetween, (Various Foreign), 1996
- AIDS & Love, The Conference in Barcelona, (Spain), 1996
- Longing to Go Back Home, (Germany only - Silberschnur), 1997
- Working It Through: An Elisabeth Kübler-Ross Workshop on Life, Death, and Transition, Simon & Schuster, 1997. ISBN 0-684-83942-3.
- The Wheel of Life: A Memoir of Living and Dying, (Simon & Schuster/Scribner), 1997
- Why Are We Here, (Germany only - Silberschnur), 1999
- The Tunnel and the Light, (Avalon), 1999
- Life Lessons: Two Experts on Death and Dying Teach Us About the Mysteries of Life and Living, with David Kessler, Scribner, 2001. ISBN 0-684-87074-6.
- On Grief and Grieving: Finding the Meaning of Grief Through the Five Stages of Loss, with David Kessler. Scribner, 2005. ISBN 0-7432-6628-5.
- Real Taste of Life: A photographic Journal

## 참고 문헌
- Quest: The Life of Elisabeth Kubler-Ross, by Derek Gill. Ballantine Books (Mm), 1982. ISBN 0-345-30094-7.
- The Life Work of Dr. Elisabeth Kübler-Ross and Its Impact on the Death Awareness Movement, by Michèle Catherine Gantois Chaban. E. Mellen Press, 2000. ISBN 0-7734-8302-0.
- Elisabeth Kubler-Ross: Encountering Death and Dying, by Richard Worth. Published by Facts On File, Inc., 2004. ISBN 0-7910-8027-7.
- Tea With Elisabeth tributes to Hospice Pioneer Dr. Elisabeth Kubler-Ross, compiled by Fern Stewart Welch, Rose Winters and Ken Ross, Published by Quality of Life Publishing Co 2009 ISBN 978-0-9816219-9-9